# Грицик Олена В'ячеславівна
Олена В'ячеславівна Грицик (нар. 31 березня 1981) — українська футболістка.

## Життєєпис
Футбольну кар'єру розпочала в «Дончанці-Варні», у футболці якої дебютувала 17 липня 1997 року в переможному (2:0) домашньому поєдинку Вищої ліги України проти макіївської «Сталі-Ніки-ММК», в якому вийшла на заміну. Першим голом у донецькій команді відзначилася 9 серпня 2000 року в переможному (19:0) домашньому поєдинку Вищої ліги України проти кіровоградської «Мрії». У команді виступала протягом 5 сезонів (з перервою в сезоні 2001 році), за цей час у Вищій лізі України зіграла 20 матчів (6 голів), ще 1 поєдинок провела в кубку України.
По завершення кар'єра гравця працювала начальницею команди харківського «Житлобуду-1».

## Досягнення
«ЦПОР-Донеччанка»
- Вища ліга чемпіонату України
  -  Чемпіон (2): 1998, 1999
  -  Срібний призер (1): 2000
  -  Бронзовий призер (2): 1997, 2002

- Кубок України
  -  Володар (2): 1998, 1999
  -  Фіналіст (1): 1997